# Linia kolejowa Manichino – Rżew
Linia kolejowa Manichino – Rżew – linia kolejowa w Rosji łącząca stację Manichino I ze stacją Rżew-Bałtycki. Fragment linii Moskwa - Siebież - Ryga.
Odcinek Manichino I – Szachowskaja zarządzany jest przez region moskiewsko-smoleński Kolei Moskiewskiej, natomiast fragment Murikowo – Rżew-Bałtycki zarządzany jest przez region moskiewski Kolei Październikowej. 
Linia położona jest w obwodach moskiewskim i twerskim. Jest zelektryfikowana od Manichina I do Szachowskajej. Odcinek Manichino I – Wołokołamsk jest dwutorowy, pozostała część linii jest jednotorowa.

## Historia
Linia została zbudowana na przełomie XIX i XX w. jako część kolei moskiewsko-windawskiej. Otwarcie dla ruchu miało miejsce 11 września?/24 września 1901.
Początkowo leżała w Imperium Rosyjskim, następnie w Związku Sowieckim. Od 1991 położona jest w Rosji.